# Černý seznam
Černý seznam je název seznamu, který eviduje hlavně vyhynulé druhy organizmů na území určitého státu či regionu. Jsou rozlišovány hlavně rostliny a živočichové. V rámci černých seznamů ČR a SR se sem řadí hlavně taxony vyhynulé (A1), nezvěstné (A2) a nejasné (A3). Černé knihy pro tyto dvě země zatím neexistují.